# مارك جونز (لاعب كرة سلة)
مارك جونز (10 أبريل 1961 في الولايات المتحدة - ) (بالإنجليزية: Mark Jones)‏ هو لاعب كرة سلة أمريكي في مركز هجوم خلفي. لعب مع بروكلين نتس وألبني باترونز.

## وصلات خارجية
- مارك جونز على موقع إن بي أي (الإنجليزية)
- مارك جونز على موقع سبورتس رفرنس (الإنجليزية)
- مارك جونز على موقع كلية كرة السلة في سبورتس رفرنس.كوم (الإنجليزية)
- مارك جونز على موقع ريلجم (الإنجليزية)